# Isopogon polycephalus
Isopogon polycephalus (лат.) — кустарник, вид рода Изопогон (Isopogon) семейства Протейные (Proteaceae), эндемик южного побережья Западной Австралии. Раскидистый куст с линейными или ланцетными листьями и гроздьями более или менее сферических цветочных головок белых, кремовых или жёлтых цветков.

## Ботаническое описание
Isopogon polycephalus — раскидистый куст высотой около 1 м с густо опушенными красновато-коричневыми веточками. Листья в основном от линейных до копьевидных, с более узким концом к основанию, 60-120 мм в длину и 6-10 мм в ширину, заканчивается твёрдым острым кончиком. Цветки расположены в сидячих, более или менее сферических, часто сгруппированных цветочных головках диаметром 25-30 мм с линейными или узкими яйцевидными оборачивающими прицветниками у основания. Цветки 10-15 мм в длину, белые, кремовые или жёлтые и гладкие. Цветёт с августа по январь. Плод — пушистый орех, сросшийся с другими в более или менее сферическую плодовую головку диаметром около 20 мм.

## Таксономия
Впервые этот вид был описан в 1810 году Робертом Броуном в Transactions of the Linnean Society. Видовое название — от латинского polycephalus, означает «многоголовый».

## Распространение и местообитание
Эндемик Западной Австралии. Растёт на песчаной почве на пустоши или на песчаных равнинах между парком Ист-Маунт-Бэррен и городом Кондингап, недалеко от южного побережья Западной Австралии.

## Охранный статус
Isopogon polycephalus классифицирован Министерством парков и дикой природы правительства Западной Австралии как «не находящийся под угрозой исчезновения». Международный союз охраны природы классифицирует природоохранный статус вида как «близкий к уязвимому положению».